# Поперечно-Гривская улица
Поперечно-Гривская улица — улица в историческом районе Гривка Кировского района Казани. Начинаясь от Гривской улицы, пересекает улицу Односторонка Гривки и Сулеймановой и заканчивается у гаражных кооперативов, имеющих адресацию по Проточной улице.

## Административная принадлежность
- 5-я полицейская часть (18??-1875)
- 6-я полицейская (городская) часть (1985—1925)
- Заречный (Пролетарский, Кировский) район (с 1925).[1]

## История
Возникла не позднее второй половины XIX века, до революции называлась Поперечной улицей. На 1912 год улица имела 7 домовладений из которых 3 принадлежали мещанам, 2 домовладельца были выходцами из военного сословия, 1 — крестьянином и 1 цеховым. В 1927 году переименована в улицу Поперечная Гривка, которое позже приняло современную форму.
В 1940-е годы вблизи Гривки и в ней самой были построены объекты и учреждения Пригородного лесхоза, в том числе были выстроены несколько жилых домов для его сотрудников.
В 1990-е годы значительная часть домов были снесены по республиканской программе ветхого жилья. В позднейшее время дома на улице выкупались представителями более обеспеченных слоёв населения, вследствие чего деревянная застройка улицы сменилась коттеджами.
В 1990-е—2000-е годы, по словам казанского исследователя и собирателя легенд Рафаэля Мустафина, под одним из домов улицы был обнаружен подземный ход, предположительно соединявший центр Казани с Кизическим монастырём, однако он не был подробно исследован.

## Объекты
- № 14 — жилой дом ПО «Татмебель» (снесён).[1]
- № 21, 21а, 22, 22а, 28, 30, 30а — жилые дома Пригородного лесхоза (снесены).[1]
  - № 22 — в этом доме находилось управление рабочего снабжения Минлесхоза ТАССР.[4]